# Ravnsnæs
Ravnsnæs er en lille by i Nordsjælland med 580 indbyggere  (2024), beliggende i Birkerød Sogn umiddelbart syd for Sjælsø. Ravnsnæs (eller Ravnsnæsset) er byzone, omgivet hele vejen rundt af landzone. Der er to tilkørselsveje til Ravnsnæs og ca. 200 parceller. Byen ligger i Rudersdal Kommune og hører til Region Hovedstaden. Der er udsigt over Sjælsø og Ravnsnæs fra toppen af Åsebakken på Høsterkøbvej. .
Den anden del af Ravnsnæs er dækket af Lille Eskemosegaard. 

## Historie
Ravnsnæs landsby bestod i 1682 af 2 gårde, 1 hus med jord og 1 hus uden jord. Det samlede dyrkede areal udgjorde 52,4 tønder land skyldsat til 16,97 tønder hartkorn.